# 대한불교진언종
대한불교진언종(大韓佛敎眞言宗)은 1963년 12월 3일 대구시 남구 대봉동에서 손영진(孫榮振) 스님이 창종한 것으로 밀교계에 속한 한국불교의 한 종파이다.
대일여래를 본존불로, 혜통화상을 종조로, 《대일경》을 소의경전으로 삼는다. 종지(宗旨)는 법신대일여래와 관세음보살께 귀명정례하여 육대(六大: 본체) · 사만(四曼: 실상) · 삼밀(三密: 작용)을 수행의 중심으로 한다.
본래 손해봉(孫海棒: 중흥조) 스님이 1948년 경상북도 포항에 참회도량을 세우고 포교를 시작한 것이 시원이 되어 1954년 4월 울산에 참회원을 만들고, 대한불교 참회당교도회라 명명한 후 유지하여 재단법인을 창설하였다. 1963년 12월 포교원으로 등록하였으며, 1969년 9월 대한불교 진언종 총본원으로 명칭을 변경시켰다.
수행방법으로 "옴마니반메훔"의 6자진언과 관자재보살 본심진언 · 광명진언 · 유제(維提)진언을 염송한다.